# Villecroze
Villecroze is een gemeente in het Franse departement Var (regio Provence-Alpes-Côte d'Azur) en telt 1087 inwoners (1999). De plaats maakt deel uit van het arrondissement Draguignan.

## Geografie
De oppervlakte van Villecroze bedraagt 20,6 km², de bevolkingsdichtheid is 52,8 inwoners per km².
De onderstaande kaart toont de ligging van Villecroze met de belangrijkste infrastructuur en aangrenzende gemeenten.

## Demografie
Onderstaande figuur toont het verloop van het inwonertal (bron: INSEE-tellingen).

## Externe links

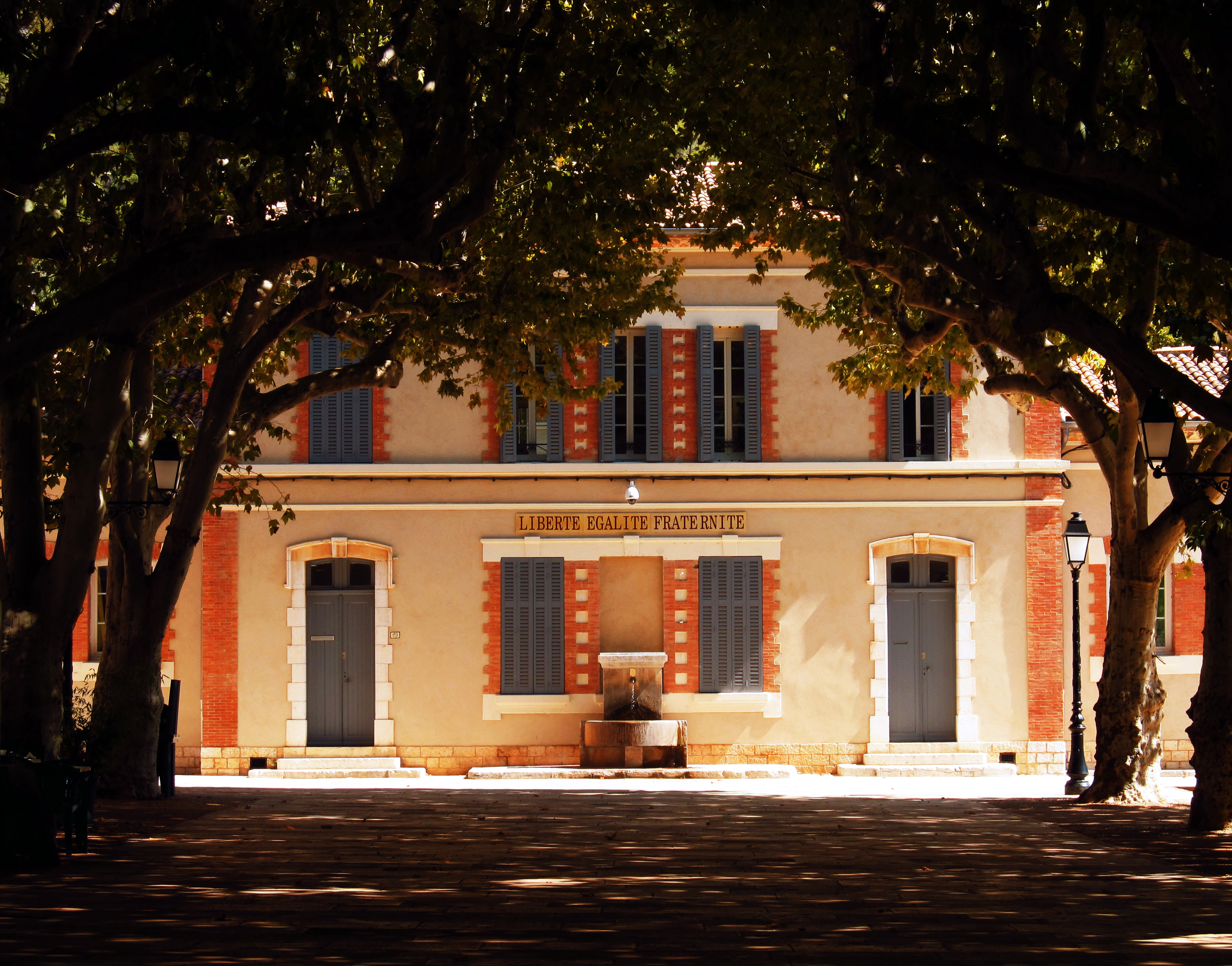
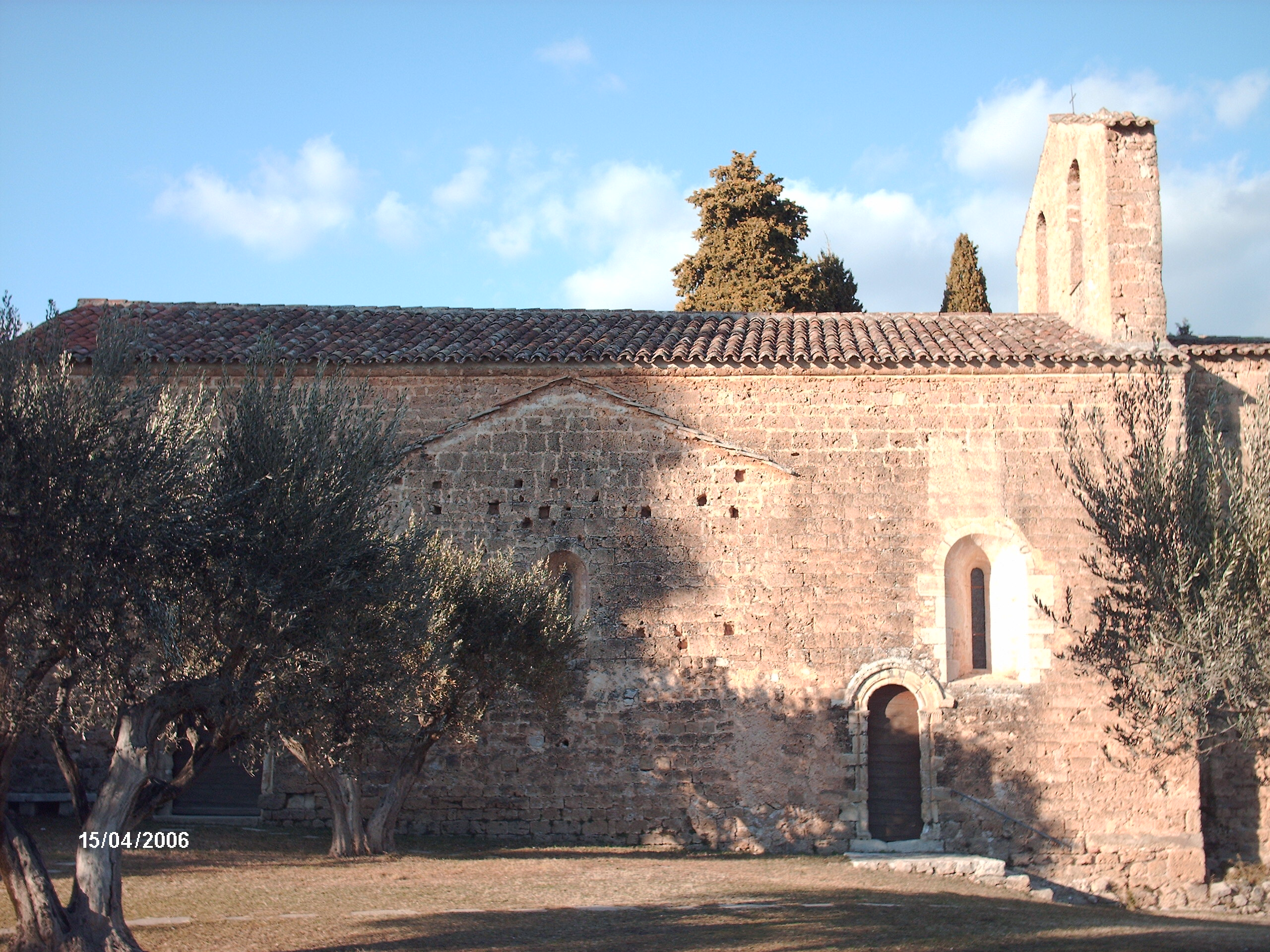
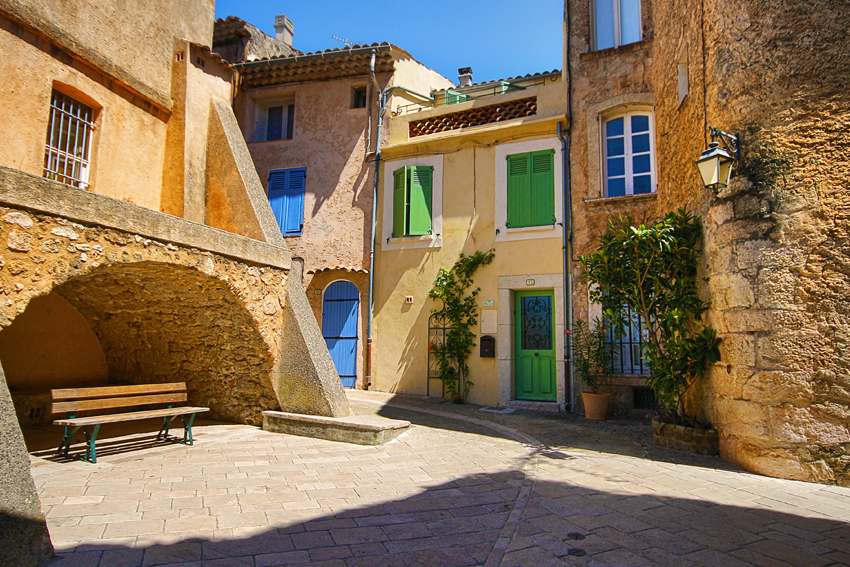
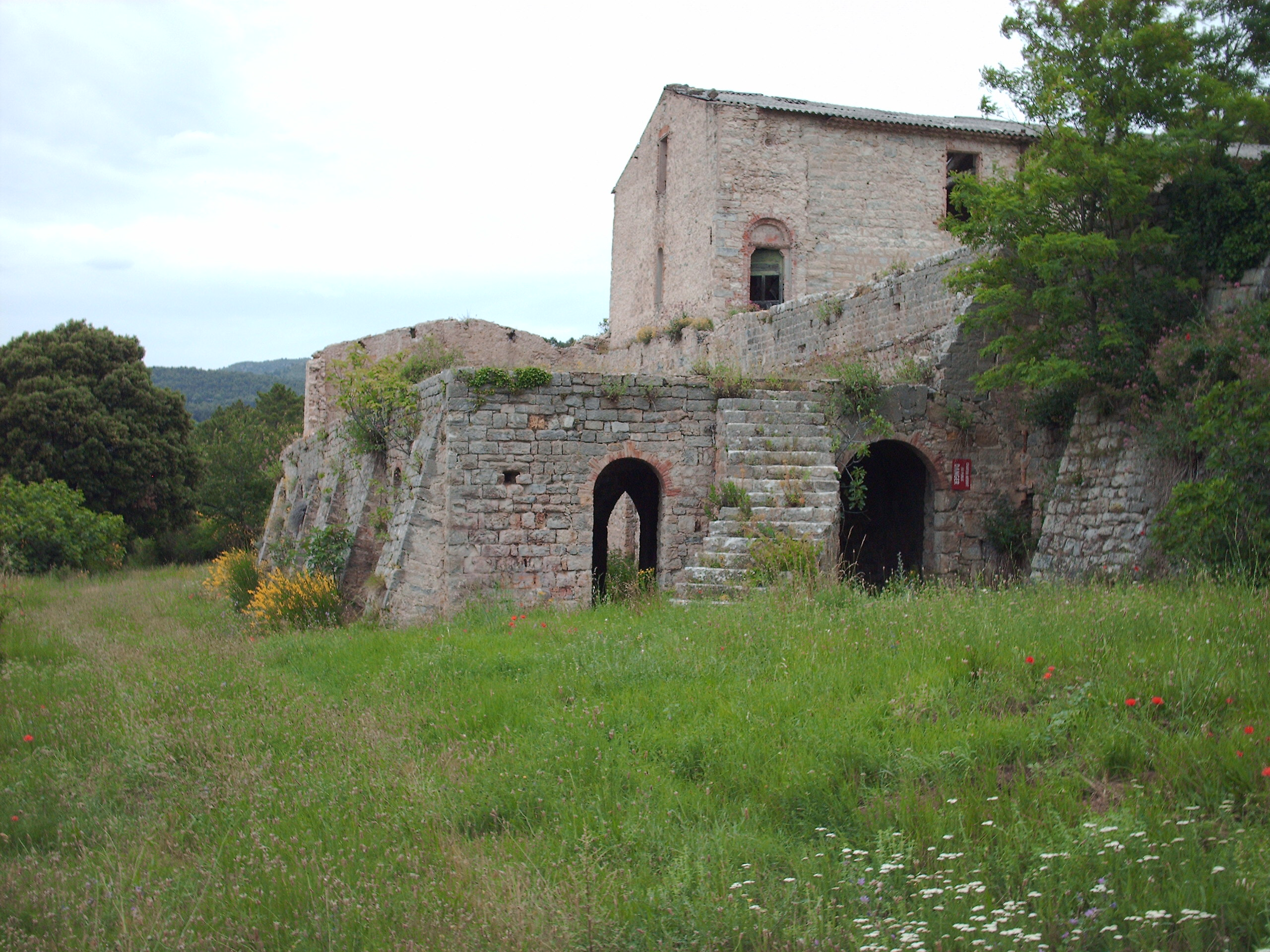
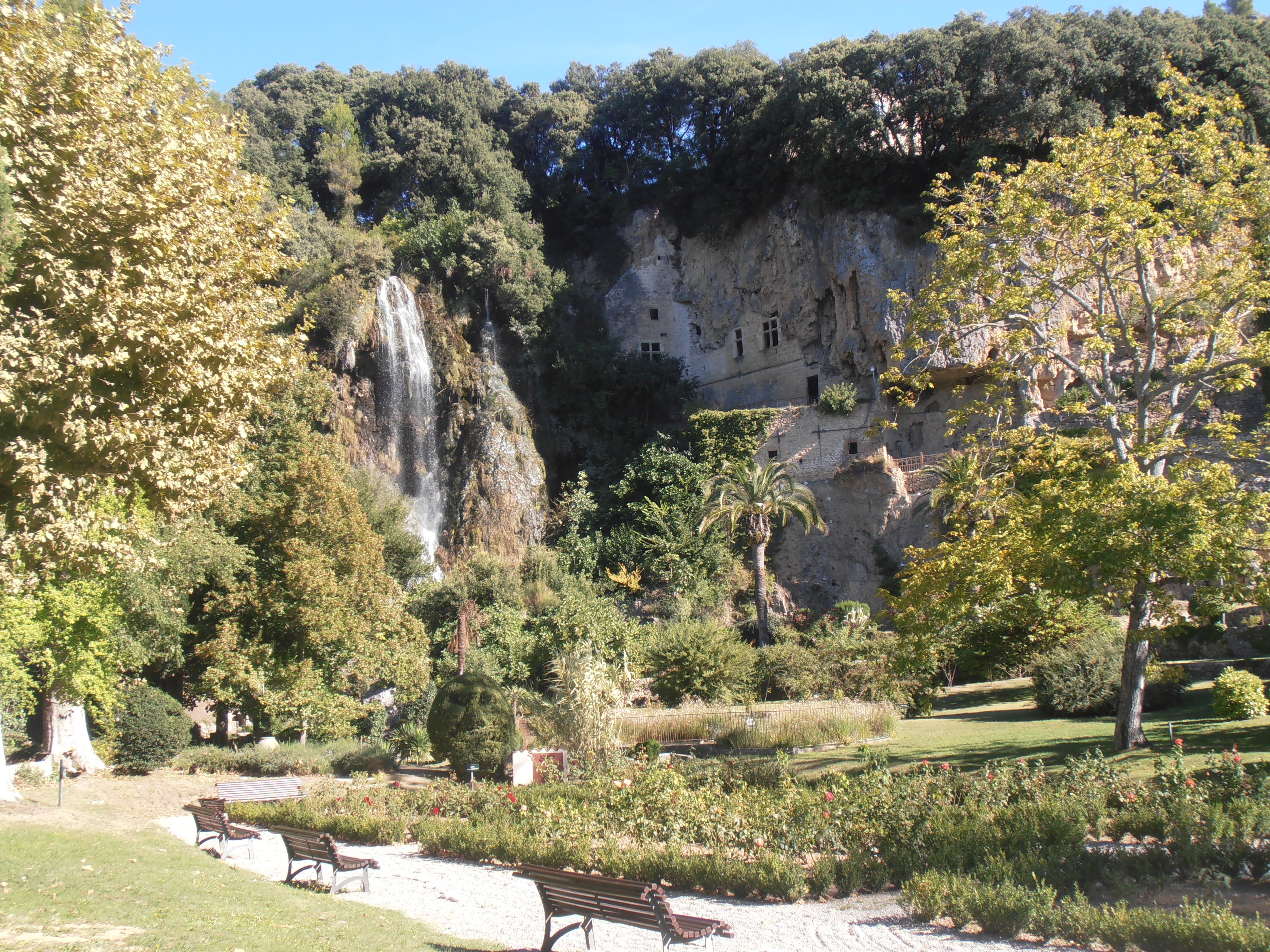